# Борисов, Виталий Васильевич
Вита́лий Васи́льевич Бори́сов (23 июня 1925 — 8 ноября 2000) — советский и российский учёный-юрист, специалист по теории государства и права. Доктор юридических наук, профессор. Директор с (1973–1994) и ректор (1994–1996) Саратовского юридического института имени Д. И. Курского.

## Биография
Виталий Васильевич Борисов родился 23 июня 1925 года в Саратове.
- 27 мая 1943 года — 25 июля 1946 года — участие в Великой Отечественной войне. Демобилизован в звании старшего лейтенанта.
- 1950 год — окончание Саратовского юридического института им. Д. И. Курского.
- с 1951 года — работа в Саратовском юридическом институте им. Д. И. Курского на должностях от ассистента до профессора, заведующего кафедрой теории государства и права.
- 1961 год — защита кандидатской диссертации на тему «Советская социалистическая законность и её гарантии».
- 1973—1996 годы — директор Саратовского юридического института им. Д. И. Курского, затем ректор Саратовской государственной академии права.
- 1981 год — защита докторской диссертации на тему «Проблемы правового порядка развитого социалистического общества».

Борисовым В. В. опубликовано более 120 научных работ и учёных пособий.
Умер 8 ноября 2000 года в Саратове.

## Награды
- Орден Трудового Красного Знамени
- Орден Почёта (1996)[1]
- Медаль «За победу над Германией в Великой Отечественной войне 1941—1945 гг.»[2]
- Почётный работник высшего профессионального образования Российской Федерации
- Почетный работник прокуратуры Российской Федерации
- медали

## Память
- Аудитория имени профессора В. В. Борисова в учебном корпусе № 1 СГЮА[3]

## Некоторые публикации

### Книги, монографии, учебные пособия
- Борисов В. В. Правовой порядок развитого социализма. Вопросы теории. — Саратов: Издательство Саратовского государственного университета, 1977. — 408 с.
- Байтин М. И., Борисов В. В., Витченко А. М., Загрядский Г. В., Макаревич Н. С., Матузов Н. И. Учебно-методическое пособие по теории государства и права / Байтин М. И., Борисов В. В.. — Саратов: Издательство Саратовского государственного университета, 1971. — 80 с.
- Борисов В. В., Власенко В. Г., Конин Н. М. и др. Гражданский кодекс Российской Федерации. Краткий комментарий / Борисов В. В.. — Саратов: Издательство «Слово», 1995. — 215 с. — ISBN 5855710874.
- Борисов В. В. и др. Общая теория государства и права: Теория права. Академический курс в 2-х томах. — Москва: «Зерцало», 1998. — 640 с. — ISBN 5807800362.

### Статьи
- Борисов В. В. К вопросу о тенденциях развития правопорядка советского общества // Вопросы теории государства и права. Государство, право и правопорядок развитого социализма : Межвузовский научный сборник. — Саратов, 1980. — С. 11—19.
- Борисов В. В. К понятию социалистической законности // Научная конференция по итогам научно-исследовательской работы за 1958 год : сборник. — Саратов, 1959. — С. 35—38.

### Биография
- Демидов А. И. и др. Энциклопедия нашей жизни. — Саратов: Издательство СГАП, 2006. — 439 с. — 1500 экз. — ISBN 5-7924-0427-5.
- Светлой памяти Витали Васильевича Борисова посвящается // Правовая политика и правовая жизнь : журнал. — Саратов, 2001. — Вып. 1. — С. 203—205.
- Улиско А. Н. Юбилей Виталия Васильевича Борисова // Правоведение : журнал. — 2000. — Вып. 3. — С. 268—269.
- Улиско А. Н. Юбилей профессора Виталия Васильевича Борисова // Государство и право : журнал. — 2000. — Вып. 10. — С. 128.
- К 95-летию со дня рождения доктора юридических наук, профессора Борисова Виталия Васильевича // Вестник СГЮА : научный журнал. — Саратов, 2020. — Вып. 3 (134). — С. 281—283.

### Критика
- Манохин В. М., Основин В. С., Петров Г. И. В. В. Борисов. Правовой порядок развитого социализма. Издательство Саратовского университета, 1977, 408 с.: (Рецензия) // Правоведение : журнал. — 1979. — Вып. 2. — С. 103—104.